# SG Egelsbach
Sportgemeinschaft Egelsbach 1874 e.V. – Verein für Leibesübungen é uma agremiação esportiva alemã, fundada a 10 de novembro de 1945, sediada em Egelsbach, Hessen.

## História
O clube foi formado após a Segunda Guerra Mundial, em 1945, quando quatro associações desportivas locais se fundiram, o FC Egelsbach 1903, 1874 Egelsbach TV, TG 1885 Egelsbach e o Arbeiter-Radfahrverein 1905. Através do TV 1874, que foi formado a 15 de agosto de 1874, o atual clube pleiteia que a sua data de fundação deveria ser a daquele ano. Como a maioria das outras cidades que havia dentro da zona de ocupação dos EUA, a apenas um clube desportivo foi permitido existir. O novo SGE foi fortemente baseado nos clubes que existiam antes de 1933 formados por trabalhadores, que haviam sido proibidos pelo nazistas. Mas diferentemente da maioria dos outros lugares, nos quais após a liberação das leis de ocupação, as associações desportivas extintas reapareceram, mas em Egelsbach a fusão dos quatro clubes anteriormente separados perdurou.
Na maior parte de sua história, a equipe atuou em nível local. O SGE, no entanto, conquistou a promoção à Landesliga Hessen-Süd (IV), em 1974. Após algumas boas temporadas, o time venceu em a divisão, em 1979, e adentrou a Oberliga Hessen pela primeira vez. Antes disso, em 1976, conseguira também pela primeira vez, a classificação para a DFB-Cup, a Copa da Alemanha. Na temporada 1976-1977, venceu o 1. FC Mülheim por 3 a 0 na primeira fase antes de ser eliminado pelo VfL Osnabrück por 2 a 0 na fase seguinte.
A permanência na Oberliga Hessen durou por apenas duas temporadas antes de retornar à Landesliga em 1981. O time se classificaria novamente à Copa da Alemanha, na temporada 1980-1981, quando conseguiu mais uma vez chegar à segunda fase. Após derrotar o TuS Koblenz por 4 a 3 no tempo extra, capitulou diante do 1. FC Kaiserslautern. O vice-campeonato, em 1985, foi o ponto alto as temporadas seguintes na Landesliga antes que vencesse em 1989 e voltasse à Oberliga. No entanto, o rebaixamento imediato nesse módulo foi seguido outro título da Landesliga e posteriormente outro para o tão sonhado retorno ao maior campeonato de Hessen.
Nas seguintes três temporadas, o SGE promoveu boas campanhas, terminando em quarto em cada uma e, posteriormente, conseguindo adentrar à nova Regionalliga Süd, em 1994. Todavia, nessa divisão, o time nunca foi mais do que um franco-atirador e sobreviveu por três temporadas certamente a um grande esforço. Eventualmente, porém, o rebaixamento era questão de tempo e, em 1997, a equipe voltou à Oberliga. A aventura na Regionalliga, no entanto, custou caro em termos financeiros, situação que quase o levou à bancarrota. A terceira aparição na Copa da Alemanha, em 1994, não alterou o difícil panorama. A perda na primeira fase diante do 1. FC Kaiserslautern, contudo, foi honrada pela árdua derrota por 2 a 0. Ao voltar à Oberliga Hessen, o SGE por conta da difícil situação financeira foi obrigado a descer à Bezirksoberliga Darmstadt (VI) para a temporada 1998-1999. 
Após uma longa queda para a Kreisliga A-Oeste Offenbach (VIII), o time retornou à Bezirksliga Frankfurt/Offenbach (VII), em 2003. Após a temporada de 2007-2008, a FA Hessen reformou o seu sistema de ligas, renomeando a Bezirksliga para Kreisoberliga.
Na temporada 2008-2009 o time acabou rebaixado da Kreisoberliga Gruppe Offenbach. Na temporada 2010-2011 ficou em sétimo lugar na Kreisliga Um Offenbach-Oeste (IX).

## Títulos

### Ligas
- Landesliga Hessen-Süd (IV) 
  - Campeão: 1979, 1989, 1991;

### Copas
- Hessen Cup
  - Campeão: 1994;

## Cronologia
A recente performance do clube:
| Temporada | Divisão                         | Módulo | Posição |
| 1985-86   | Landesliga Hessen Süd           | IV     | 6ª      |
| 1986-87   | Landesliga Hessen Süd           | IV     | 5ª      |
| 1987-88   | Landesliga Hessen Süd           | IV     | 4ª      |
| 1988-89   | Landesliga Hessen Süd           | IV     | 1ª ↑    |
| 1989-90   | AOL Hessen                      | III    | 17ª ↓   |
| 1990-91   | Landesliga Hessen-Süd           | IV     | 1ª ↑    |
| 1991-92   | AOL Hessen                      | III    | 4ª      |
| 1992-93   | AOL Hessen                      | III    | 4ª      |
| 1993-94   | AOL Hessen                      | III    | 4ª      |
| 1994-95   | Regionalliga Süd                | III    | 12ª     |
| 1995-96   | Regionalliga Süd                | III    | 14ª     |
| 1996-97   | Regionalliga Süd                | III    | 18ª ↓   |
| 1997-98   | Oberliga Hessen                 | IV     | 7ª      |
| 2002–03   | Kreisliga A Offenbach-West      | VIII   | ↑       |
| 2003–04   | Bezirksliga Frankfurt/Offenbach | VII    | 9ª      |
| 2004–05   | Bezirksliga Frankfurt/Offenbach | VII    | 5ª      |
| 2005–06   | Bezirksliga Frankfurt/Offenbach | VII    | 3ª      |
| 2006–07   | Bezirksliga Frankfurt/Offenbach | VII    | 7ª      |
| 2007–08   | Bezirksliga Frankfurt/Offenbach | VII    | 14ª     |
| 2008–09   | Kreisoberliga Gruppe Offenbach  | VIII   | 16ª ↓   |
| 2009–10   | Kreisliga A Offenbach-West      | IX     | 3ª      |
| 2010–11   | Kreisliga A Offenbach-West      | IX     | 7ª      |
| 2011–12   | Kreisliga A Offenbach-West      | IX     | ª       |